# Perry Brooks
Perry Brooks (Bogalusa, 4 de dezembro de 1954 – Woodbridge, 1 de março de 2010) foi um jogador de futebol americano que atuou como defensor na National Football League para o Washington Redskins.